# NGC 1252
NGC 1252 est un groupe d'étoiles situé dans la constellation de l'Horloge. Il a été découvert par l'astronome britannique John Herschel en 1834.
NGC 1252 est situé approximativement à environ 640 pc (∼2 090 al) du système solaire, et les dernières estimations donnent un âge de 3 milliards d'années. Le diamètre apparent de l'amas est de 8,0 minutes d'arc, ce qui, compte tenu de la distance et grâce à un calcul simple, équivaut à une taille réelle d'environ 4,9 années-lumière.